# Thomas Magnum
Thomas Sullivan Magnum IV – fikcyjny bohater z popularnego amerykańskiego serialu telewizyjnego, Magnum. Grany przez Toma Sellecka. 

## Życiorys

### Młodość

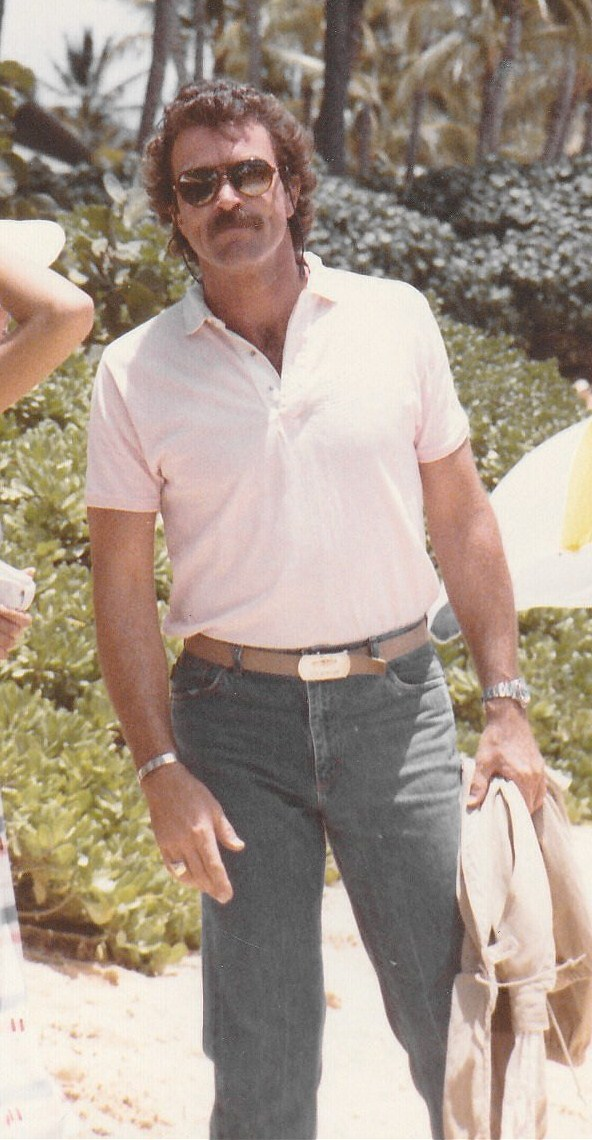
Thomas Magnum

Thomas Sullivan Magnum urodził się między 1944 a 1947 r. (prawdopodobnie 8 sierpnia 1945 r.). Przyszedł na świat w Detroit, ale dorastał w okolicach Tidewater w stanie Virginia. Część jego rodziny, w tym matka, nadal tam mieszka. Zarówno jego ojciec jak i dziadek byli oficerami marynarki wojennej.

### Marynarka
W 1967 r. dostał się do Akademii Marynarki Wojennej w Annapolis. Tam poznał Ginger Grant, która przez pewien czas była jego dziewczyną, a wcześniej rywalką podczas walki o mistrzostwo w tenisie. Po skończeniu szkoły związał się z wojskiem i przez około dziesięć lat służył jako oficer w Marynarce wojennej. Kiedy w 1979 r. postanowił odejść ze służby, był w stopniu porucznika. Trzy razy był w Wietnamie. Służył zarówno w SEALs jak i w wywiadzie marynarki, po odejściu z wojska nadal utrzymywał w nich wiele kontaktów. W scenach, w których nosi swój mundur widać, że ma wiele odznaczeń, w tym Krzyż Marynarki Wojennej przyznany w Wietnamie. W ostatnim odcinku serialu powrócił do czynnej służby w marynarce.

### Prywatny detektyw
Po odejściu z wojska został prywatnym detektywem. Pomimo nieregularnej pracy i braku stałych dochodów, mógł wieść wygodne życie dzięki ofercie, jaką złożył mu znany pisarz Robin Masters. W zamian za kontrolowanie zabezpieczeń jego posiadłości, mógł w niej mieszkać i korzystać z jej luksusów. Szczególnie upodobał sobie samochód Ferrari 308 GTS, którego najczęściej używa. 
Pomimo tego, że miał zapewniony dach nad głową i wyżywienie nie porzucił pracy detektywa. Z chęcią zajął się rozwiązywaniem zlecanych mu spraw (szczególnie tych od pięknych kobiet). Niejednokrotnie też angażował w nie swoich przyjaciół, z którymi przeprowadzał różne tajne operacje, akcje szpiegowskie i działania paramilitarne. 
Oprócz prowadzenia typowych śledztw, często zajmuje się także ochroną swoich klientów lub gości przebywających w posiadłości Robina. Nieraz wplątuje się w niebezpieczne afery kryminalne lub zadziera z groźnymi ludźmi, jednak zwykle wychodzi cało z takich sytuacji. Swoje zdolności detektywistyczne wykorzystuje również w inny sposób; w jednym z odcinków dzielił się swoją wiedzą ze słuchaczami w prywatnej szkole detektywów.

## Osobowość i styl życia
Magnum został obdarzony bogatym asortymentem cech osobowości, odmienności i preferencji, które czynią z niego wyjątkowego człowieka. Ulubionymi elementami stroju, w których najczęściej chodzi są szorty khaki albo dżinsy, hawajska koszula i zdobione buty lub sandały. Skarpety nosi tylko kiedy uprawia jogging (nie ma ich nawet kiedy wkłada garnitur). Często pojawia się też w czapce baseballowej swojej ulubionej drużyny Detroit Tigers. 
Jest wielkim fanem sportu (zwłaszcza Detroit Tigers), ale lubi nie tylko baseball, ale też amerykański futbol (był rozgrywającym w marynarce). Wiele razy miał do czynienia z profesjonalnymi drużynami futbolowymi i zawodnikami. Sam także trenował i grał w koszykówkę, softball oraz uczestniczył w triathlonie. Oprócz tego regularnie pływa kajakiem, surfuje, bierze udział w lokalnych zawodach i codziennie pływa w oceanie.
Styl życia Magnuma odzwierciedla w pewnym sensie jego niezwykłą osobowość. Wiedzie beztroskie życie w bujnej posiadłości Robin’s Nest na Hawajach, robi co mu się podoba i pracuje kiedy chce. Praktycznie bez ograniczeń może korzystać z luksusów Robina Mastersa, takich jak: samochód Ferrari 308 GTS, czy minilodówka z niekończącym się zapasem piwa. Spotyka wiele pięknych kobiet, często klientek albo ofiar w sprawach, które rozwiązuje i spędza czas ze swoimi dwoma kolegami – T.C. oraz Rickiem, byłymi żołnierzami piechoty morskiej, których poznał w Wietnamie.
Ulubionym napojem Magnuma jest butelkowe piwo Old Düsseldorf, chociaż nie gardzi też wykwintnymi winami, które w tajemnicy przed Higginsem wykrada z piwnicy. Wśród rzeczy, które zbierał przez lata, jest wiele sportowych pamiątek, m.in. kij baseballowy, rękawice, maska goryla, czy gumowy kurczak. Posiada też broń, którą z pozoru niechętnie nosi. Jest nią Colt Government Model .45 ACP. W domu dla gości, gdzie mieszka, na ścianie wisi oryginalny obraz Gauguina. Chociaż do woli może używać wielu rzeczy Robina, to często targuje się z Higginsem, kiedy chce skorzystać z drogich aparatów fotograficznych, kortu do tenisa albo innych cennych rzeczy. 
Jednak najcenniejszą rzeczą jaką posiada, jest prawdopodobnie zegarek Rolex GMT Master, należący do jego ojca. Był on pilotem w czasie wojny koreańskiej i zginął, gdy Magnum miał pięć lat. Podobnie jak Rick i T.C., od czasu pobytu w Wietnamie, nosi pierścień z Krzyżem lotaryńskim. 

## Bliscy

### Rodzina
Po śmierci ojca (nieznanego z imienia), jego matka, Katherine poślubiła Franka Petersona. Mieli syna Joeya, który był przyrodnim bratem Thomasa, i podobnie jak on stacjonował w Wietnamie. Do jego bliskiej rodziny należy też ciotka, Phoebe Sullivan, która jest powieściopisarką i kuzynka Karen. W Wietnamie Magnum poznał swoją żonę, Michelle Hue. Tam się z nią ożenił, ale małżeństwo prawnie anulowano, kiedy pojawił się jej były mąż, północno wietnamski generał, uznawany za zmarłego. Kiedy w 1975 r. Amerykanie rozpoczęli ewakuację z Sajgonu doszło do bombardowania, w czasie którego (jak sądził Magnum) zginęła Michelle. Po latach dowiedział się, że jednak żyje i że mają córeczkę, Lilly. 

### Przyjaciele
Ważne miejsce w życiu Magnuma zajmują przyjaciele. Chociaż jego relacje z nimi bywają różne, to jednak zawsze może na nich polegać. Jego najlepszymi przyjaciółmi są byli towarzysze broni z Wietnamu, Orville „Rick” Wright i Theodore „T.C.” Calvin. Ich przyjaźń nie tylko przetrwała wiele lat, ale też z czasem rozwinęła się do form bardziej ekscentrycznych, skrajnych, a czasami nawet niebezpiecznych, które uwydatniły ich podziały. Szczególny rodzaj przyjaźni łączy go z zarządcą posiadłości, Jonathanem Higginsem, która balansuje od miłości do nienawiści. Thomas uparcie próbuje udaremnić wysiłki Higginsa, który chce wprowadzić w jego chaotyczne życie ład i porządek. Często też prowadzą ze sobą potyczki słowne i spory. 
Magnum ma także znajomych w policji i wojsku, wielu z nich poznał kiedy sam był na służbie, innych w trakcie trwania serialu. Nieocenionym przyjacielem był dla niego porucznik „Mac” MacReynolds, oficer marynarki, z którego pomocy nieraz korzystał, gdy prowadził jakąś sprawę. Zginął w pułapce zastawionej na Magnuma przez agenta wywiadu sowieckiego „Ivana”. Tego samego, który w Wietnamie torturował Thomasa. W wielu odcinkach serialu pojawia się też porucznik Tanaka, policjant ds. zabójstw z Honolulu, który podobnie jak Magnum jest wielkim fanem drużyny Detroit Tigers. Często pomagają sobie przy rozwiązywaniu spraw. Oprócz tego Thomas utrzymuje także wiele przyjaznych więzi z kobietami, zwłaszcza z Carol Baldwin, która jest pomocnikiem prokuratora okręgowego, oraz z porucznik Maggie Poole, następczynią MacReynoldsa. Traktuje je na równi z męskimi przyjaciółmi i jest wobec nich tak samo lojalny, często też korzysta z ich pomocy np. gdy potrzebuje informacji. Nieraz zdarzają się sytuacje, kiedy to one proszą Magnuma o pomoc. Wtedy zawsze poważnie podchodzi do ich spraw, nawet jeśli koliduje to z jego zdrowym rozsądkiem.